# سالم سلطان (ممثل)
سالم سلطان (1939 - 31 مارس 2018) ممثل و مؤلف بحريني.

## عن حياته
هو أحد مؤسسي نادي مدينة عيسى منذ عام 1968 وقد تقلد عدة مناصب قيادية فيه، كما قدم العديد  من الأعمال المسرحية و التلفزيونية كان أخرها مسلسل أهل الدار الذي عرض عام 2014.
يعتبر أحد الشخصيات المحبوبة لدى الطفل في البحرين وقدم الكثير من الأعمال له.
وقد اشتهر سالم سلطان في الادوار الكوميدية سواء في المسرح أو التلفزيون أو السينما.

## أعماله

### المسلسلات التلفزيونية
- أهل الدار
- سوالف طفاش
- أربع بنات
- القناص
- ليل البنادر
- أحلام رمادية
- نيران
- سعدون
- بحر الحكايات
- بن عقل (ج1)

### المسرحيات
- انفلونزا الهوامير
- نجوم الفريج
- الفانوس السحري
- بلاش عتاب
- سوق المقاصيص
- بهلول ونوران
- البراحة
- ديرة العجايب
- حكاية بوبي

### المسلسلات إذاعية
- الكوس

### أفلام
- أربع بنات

## تأليف المسرحيات
- الخفاش